# Ulrike Maier

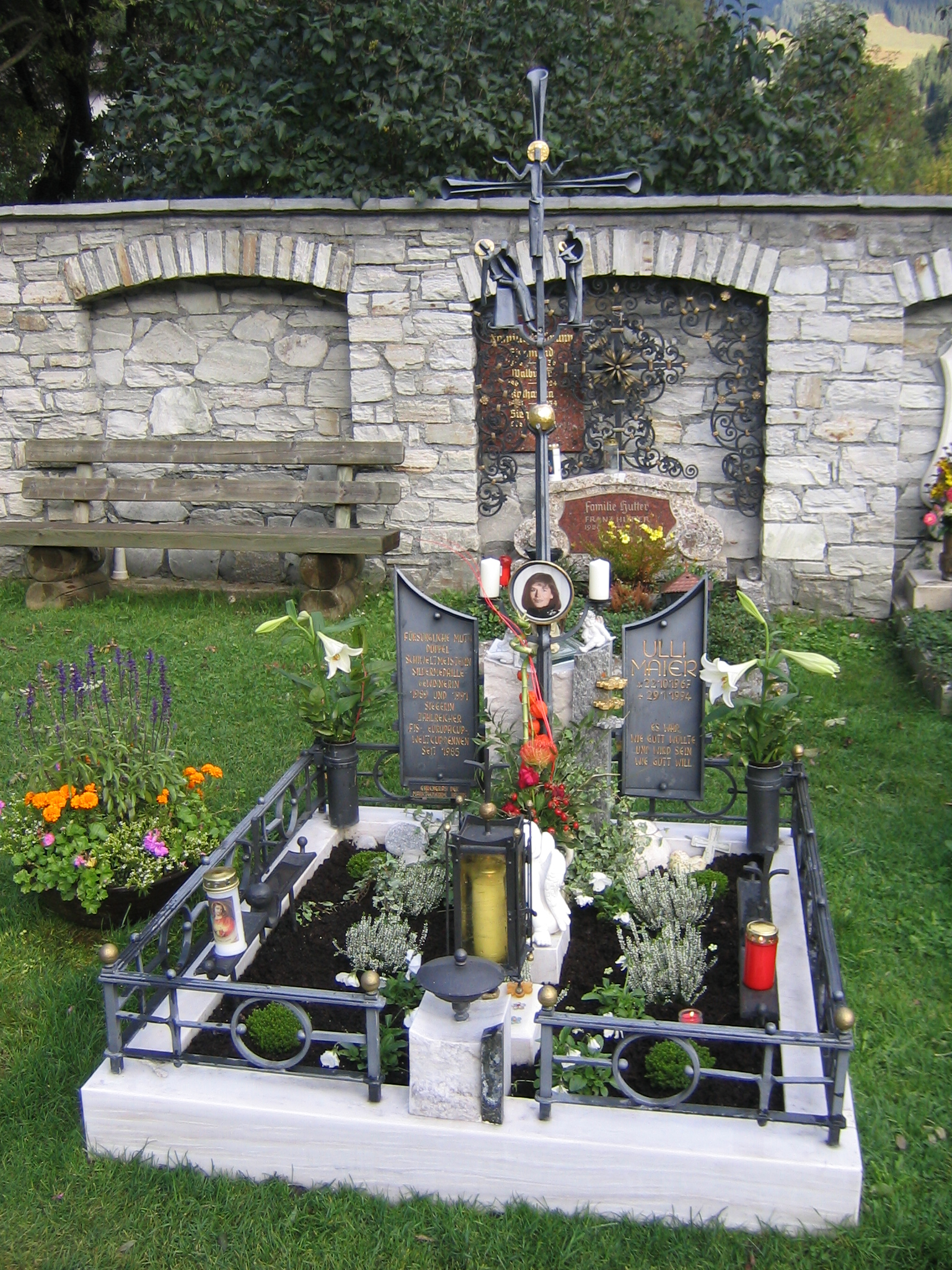
Grób Maier

Ulrike Maier (ur. 22 października 1967 w Rauris, zm. 29 stycznia 1994 w Murnau am Staffelsee) – austriacka narciarka alpejska, trzykrotna medalistka mistrzostw świata.

## Kariera
Narciarstwo uprawiała od dzieciństwa. W wieku 12 lat przeniosła się z rodzinnego Rauris do Schladming, gdzie mieści się szkoła sportowa. W 1979 roku odniosła swój pierwszy sukces wygrywając organizowane we Włoszech zawody dla dzieci - Trofeo Topolino. W sezonie 1983/1984 została powołana do kadry narodowej, od razu zajmując drugie miejsce w klasyfikacji generalnej Pucharu Europy, przy czym zwyciężyła też w klasyfikacji slalomu. W 1985 roku wystartowała na mistrzostwach świata juniorów w Jasnej, gdzie była między innymi szósta w gigancie i siódma w slalomie.
Pierwsze punkty w zawodach Pucharu Świata wywalczyła 9 grudnia 1984 roku w Davos, zajmując czternaste miejsce w kombinacji. Na podium zawodów tego cyklu po raz pierwszy stanęła 30 listopada 1987 roku w Courmayeur, kończąc rywalizację w slalomie na trzeciej pozycji. W zawodach tych wyprzedziły ją jedynie dwie rodaczki: Anita Wachter i Ida Ladstätter. Łącznie 20 razy stawała na podium zawodów pucharowych, odnosząc jednocześnie pięć zwycięstw: 13 grudnia 1992 roku w Vail i 16 stycznia 1993 roku w Cortina d’Ampezzo była najlepsza w  supergigancie, a 28 listopada 1992 roku w Park City, 27 listopada 1993 roku w Santa Caterina i 21 stycznia 1994 roku w Mariborze triumfowała w gigantach. Najlepsze wyniki osiągnęła w sezonie 1992/1993, kiedy zajęła piąte miejsce w klasyfikacji generalnej i drugie w klasyfikacji supergiganta. Ponadto w sezonie 1988/1989 była siódma w klasyfikacji generalnej, a w klasyfikacji kombinacji zajęła drugie miejsce.
W 1989 roku wystąpiła na mistrzostwach świata w Vail, zdobywając złoty medal w supergigancie. Wyprzedziła tam kolejną Austriaczkę, Sigrid Wolf oraz Michaelę Gerg z RFN. Na tej samej imprezie zajęła też szóste miejsce w kombinacji i ósme w gigancie. Największe sukcesy osiągnęła podczas rozgrywanych dwa lata później mistrzostw świata w Saalbach-Hinterglemm, gdzie zdobyła dwa medale. Najpierw obroniła tytuł w supergigancie, tym razem pokonując Francuzkę Carole Merle i Anitę Wachter. Kilka dni później wywalczyła srebrny medal w gigancie, rozdzielając na podium Pernillę Wiberg ze Szwecji i Niemkę Traudl Hächer. Startowała też na mistrzostwach świata w Morioce w 1993 roku, gdzie jej najlepszym wynikiem było ósme miejsce w kombinacji.
W 1988 roku wystartowała na igrzyskach olimpijskich w Calgary, zajmując między innymi szóste miejsce w gigancie i dziesiąte w slalomie. Brała też udział w rozgrywanych cztery lata później igrzyskach w Albertville, gdzie najlepszy wynik uzyskała w gigancie, który ukończyła na czwartej pozycji. Walkę o podium przegrała tam o 0,06 sekundy z Anitą Wachter i Diann Roffe-Steinrotter z USA, które ex aequo zajęły drugie miejsce.
Zmarła w szpitalu w Murnau am Staffelsee po fatalnym w skutkach zjeździe w zawodach Pucharu Świata w Garmisch-Partenkirchen. Przy szybkości ok. 120 km/godz. straciła równowagę, upadła i złamała kark. Początkowo uważano, że stało się to wskutek uderzenia w drewniany słupek osłaniający fotokomórkę do mierzenia międzyczasu, stąd na FIS spadły głosy krytyki. Dopiero przeprowadzona kilka miesięcy później szczegółowa analiza wypadku wykazała, że Maier nie uderzyła w słupek, tylko w znajdującą się tuż obok zaspę śnieżną.
Osierociła czteroletnią córkę Melanie. Pochowano ją w rodzinnej miejscowości Rauris.

## Osiągnięcia

### Igrzyska olimpijskie
| Miejsce | Dzień     | Rok  | Miejscowość | Konkurencja | Czas biegu | Strata | Zwyciężczyni       |
| ------- | --------- | ---- | ----------- | ----------- | ---------- | ------ | ------------------ |
| DNF1    | 21 lutego | 1988 | Calgary     | Kombinacja  | 29,25 pkt  | -      | Anita Wachter      |
| 6.      | 24 lutego | 1988 | Calgary     | Gigant      | 2:06,49    | +1,61  | Vreni Schneider    |
| 10.     | 26 lutego | 1988 | Calgary     | Slalom      | 1:36,69    | +3,85  | Vreni Schneider    |
| DNF2    | 13 lutego | 1992 | Albertville | Kombinacja  | 2,55 pkt   | -      | Petra Kronberger   |
| 5.      | 18 lutego | 1992 | Albertville | Supergigant | 1:21,22    | +2,13  | Deborah Compagnoni |
| 4.      | 19 lutego | 1992 | Albertville | Gigant      | 2:12,74    | +1,03  | Pernilla Wiberg    |

### Mistrzostwa świata
| Miejsce | Dzień       | Rok  | Miejscowość | Konkurencja | Czas biegu | Strata     | Zwyciężczyni    |
| ------- | ----------- | ---- | ----------- | ----------- | ---------- | ---------- | --------------- |
| 5.      | 2 lutego    | 1989 | Vail        | Kombinacja  | 5,65 pkt   | +32,05 pkt | Tamara McKinney |
| 1.      | 8 lutego    | 1989 | Vail        | Supergigant | 1:19,46    | -          | -               |
| 8.      | 11 lutego   | 1989 | Vail        | Gigant      | 2:29,37    | +4,08      | Vreni Schneider |
| 1.      | 29 stycznia | 1991 | Saalbach    | Supergigant | 1:08,72    | -          | -               |
| 2.      | 2 lutego    | 1991 | Saalbach    | Gigant      | 2:07,45    | +0,16      | Pernilla Wiberg |
| 8.      | 5 lutego    | 1993 | Morioka     | Kombinacja  | 3,39 pkt   | +50,96 pkt | Miriam Vogt     |
| 15.     | 10 lutego   | 1993 | Morioka     | Gigant      | 2:17,59    | +3,04      | Carole Merle    |
| 14.     | 14 lutego   | 1993 | Morioka     | Supergigant | 1:33,52    | +1,46      | Katja Seizinger |

### Mistrzostwa świata juniorów
| Miejsce | Dzień     | Rok  | Miejscowość | Konkurencja | Czas biegu | Strata | Zwyciężczyni   |
| ------- | --------- | ---- | ----------- | ----------- | ---------- | ------ | -------------- |
| 20.     | 28 lutego | 1985 | Jasná       | Zjazd       | 1:22,12    | +3,10  | Astrid Geisler |
| 6.      | 1 marca   | 1985 | Jasná       | Gigant      | 2:14,02    | +3,52  | Anita Wachter  |
| 7.      | 3 marca   | 1985 | Jasná       | Slalom      | 1:40,47    | +2,33  | Anita Wachter  |

### Puchar Świata

#### Miejsca w klasyfikacji generalnej
- sezon 1984/1985: 62.
- sezon 1985/1986: 77.
- sezon 1986/1987: 35.
- sezon 1987/1988: 8.
- sezon 1988/1989: 7.
- sezon 1990/1991: 30.
- sezon 1991/1992: 13.
- sezon 1992/1993: 5.
- sezon 1993/1994: 7.

### Miejsca na podium w zawodach
1. Courmayeur – 30 listopada 1987 (slalom) – 3. miejsce
2. Aspen – 7 marca 1988 (gigant) – 3. miejsce
3. Rossland – 13 marca 1988 (supergigant) – 2. miejsce
4. Saalbach-Hinterglemm – 23 marca 1988 (gigant) – 3. miejsce
5. Schladming – 26 listopada 1988 (supergigant) – 2. miejsce
6. Les Menuires – 28 listopada 1988 (gigant) – 3. miejsce
7. Altenmarkt – 16 grudnia 1988 (kombinacja) – 2. miejsce
8. Schwarzenberg – 6 stycznia 1989 (gigant) – 2. miejsce
9. Schwarzenberg – 7 stycznia 1989 (gigant) – 2. miejsce
10. Waterville Valley – 22 marca 1991 (gigant) – 2. miejsce
11. Morzine – 26 stycznia 1992 (supergigant) – 2. miejsce
12. Park City – 28 listopada 1992 (gigant) – 1. miejsce
13. Vail – 13 grudnia 1992 (supergigant) – 1. miejsce
14. Cortina d’Ampezzo – 16 stycznia 1993 (supergigant) – 1. miejsce
15. Åre – 20 marca 1993 (supergigant) – 2. miejsce
16. Santa Caterina – 26 listopada 1993 (gigant) – 3. miejsce
17. Santa Caterina – 27 listopada 1993 (gigant) – 1. miejsce
18. Cortina d’Ampezzo – 15 stycznia 1994 (supergigant) – 2. miejsce
19. Cortina d’Ampezzo – 17 stycznia 1994 (supergigant) – 3. miejsce
20. Maribor – 21 stycznia 1994 (gigant) – 1. miejsce